# Talveg

Talvegul unui râu

Prin talveg (adesea numit și firul văii) se înțelege linia care urmează partea cea mai joasă a albiei unui curs de apă sau a unei văi și care unește între ele punctele cele mai adânci ale albiei unei ape curgătoare sau ale unei văi uscate. Talvegul se mai numește linia de concentrare a apelor.
În cazul apelor curgătoare, poartă denumirea de talveg hidrografic și reprezintă linia care unește punctele cu altitudinea cea mai coborâtă din lungul albiei minore a unui râu. Aceasta corespunde, de regulă, cu linia vitezelor celor mai mari din secțiunea râului, ca un canal ce dirijează cu viteză maximă scurgerea apelor, iar la suprafața apei corespunde cu creasta râului.
În cazul râurilor navigabile, linia celor mai adânci puncte ale albiei, talvegul, formează șenalul navigabil.
Frontiera de stat pe un râu navigabil se stabilește pe talveg. Dacă fluviul sau râul respectiv nu este navigabil, frontiera se stabilește pe mijlocul pânzei de apă.

## Legături externe
- „Talveg” la DEX online